# Larry Feign

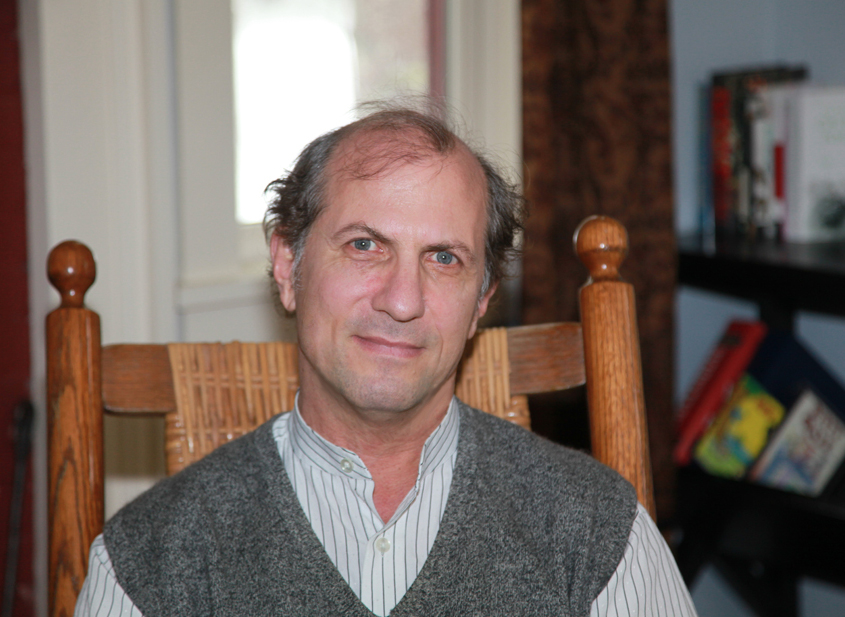
Larry Feign

Larry Feign (geb. 5. Dezember 1955) ist ein amerikanischer Cartoonist und Schriftsteller, der in Hongkong niedergelassen ist. Er ist bekannt für die Cartoon-Serie The World of Lily Wong.

## Leben
Feign erwarb 1979 einen Bachelor an der University of California, Berkeley, Kalifornien und am Goddard College in Plainfield, Vermont. Erst 2012 erhielt er einen Master of Fine Arts (MFA) im Fach Kreatives Schreiben an der Pacific University in Forest Grove, Oregon.
Seine erste Comic-Strip Figur war „Hoiman the Mouse“, das Maskottchen für das Schülermagazin Dum, ein mimeographiertes Heft, welches er mit anderen an seiner Grundschule gestaltete. Später kreierte er „Billy Wizard“ in Zusammenarbeit mit seinem Kameraden Jon Tschirgi an der  Highschool. Dieses Comic führte er im College allein weiter. Billy Wizard wurde das Maskottchen des Bootleg-Platten- und Kassetenverlags, „Wizardo Rekords“. Zusammen mit Tschirgi bildete Feign eine Rockband, die 1976 unter dem Namen The B. Toff Band eine LP und 1978 eine Single unter dem Namen „Billy Wizard“ veröffentlichte.
Feign begann 1980 in Honolulu professionell Cartoons zu zeichnen. Er arbeitete dort als Karikaturist bei International Marketplace. 1983 zog er nach Los Angeles und arbeitete für das Animations-Studio DIC Productions als Storyboard-Künstler für die Serie „Heathcliff the Cat“. 1985 zog er nach Hongkong, wo er die Zeitungs-Cartoons „Aieeyaaa!“, einen satirische ein-chinesisches-Wort-pro-Tag Einzelbild-Cartoon, der täglich im Hongkong Standard erschien. Er beendete diese Reihe nach einem Jahr, als er anfing The World of Lily Wong für dieselbe Zeitung zu zeichnen.
The World of Lily Wong erschien im The Standard von November 1986 bis Dezember 1987; die South China Morning Post veröffentlichte ihn zwischen Januar 1987 und Mai 1995; The Independent (UK) zwischen März 1997 und Juni 1997 (als Chronik der letzten hundert Tage Britischer Herrschaft in Hongkong); und die HK iMail von Mai 2000 bis September 2001. Im Juli 1997 wurde Lily Wong in einer speziellen Hong Kong Handover Edition des Time magazine veröffentlicht als erste Seitenfüllende Cartoon-Ausgabe in der Geschichte des Magazins. Lily Wong erschien auch in Malaysias New Straits Times von 1991 bis 1998 und in Einzelausgaben in zahlreichen weiteren Zeitschriften und Büchern.
Die abrupte Absetzung von Lily Wong durch die South China Morning Post im Mai 1995, nachdem einige der Cartoons als beleidigend für die chinesische Führung in Beijing eingestuft wurden, erhielt internationale Aufmerksamkeit als bedeutendster Fall medialer Selbstzensur in den Jahren vor der Übergabe Hongkongs an die Volksrepublik China. Protestbriefe an den Herausgeber, die von Martin Lee, dem damaligen Führer der Democratic Party und von anderen verfasst wurden, wurden nie veröffentlicht.
1998 bis 2000 lebte Feign in London, wo er ein wöchentliches politisches Cartoon für Time Magazine’s internationale Ausgaben, sowie den Comicstrip The Royals, eine Satire auf die Possen der britischen Königsfamilie schuf. Er illustrierte auch Ausgaben des The Economist, Fortune und andere Publikationen.
Feigns Cartoons haben zahlreiche internationale Ehrungen erhalten: unter andenrem drei von Amnesty International.
Feigns Cartoons und Schriften wurden auch als Kompilationen herausgegeben und er hat Animationen für Walt Disney Television, Cartoon Network und andere Medien geschaffen. Außerdem schreibt er Kolumnen für Zeitschriften in Hongkong, wo er noch immer lebt. Sein neuestes Buch, A Politically Incorrect History of Hong Kong, eine Sammlung von Cartoons und Artikeln wurde 2017 veröffentlicht. In 2011 hatte er ein Literatur-Stipendium (literature fellowship) der MacDowell Colony in Peterborough, New Hampshire. Er ist verheiratet mit der Psychologin und Schriftstellerin Dr. Cathy Tsang-Feign.

## Werke
- A Politically Incorrect History of Hong Kong 2017. ISBN 978-962-7866-25-1
- Let’s All Shut Up & Make Money! 20th Anniversary Edition 2017. ISBN 978-962-7866-24-4.
- Aieeyaaa! Learn Chinese the Hard Way 2015. ISBN 978-962-7866-20-6
- Aieeyaaa! 2008 Cantonese version 2008. ISBN 978-988-17554-8-3
- Hongkongitis 2007. ISBN 988-99565-0-0
- Attack of the Diced Chicken 2003. ISBN 978-962-7866-15-2
- The Royals 2000.
- Let’s All Shut Up And Make Money 1997. ISBN 978-962-7866-13-8
- Aieeyaaa! I’m Pregnant! 1996. ISBN 978-962-7866-12-1
- Banned in Hong Kong 1995. ISBN 978-962-7866-09-1
- Hong Kong Fairy Tales 1994. ISBN 978-962-7866-08-4
- Execute Yourself Tonite! with Nury Vittachi, 1993.
- How The Animals Do It 1992. ISBN 978-962-7866-17-6
- Postcards from Lily Wong 1990. ISBN 978-962-7866-06-0
- The Adventures of Superlily 1989.
- Quotations From Lily Wong 1989.
- The World of Lily Wong 1988.
- Aieeyaaa! Not Again! 1987.
- Aieeyaaa! 1986.